# Ipeľské Predmostie
Ipeľské Predmostie é um município da Eslováquia, situado no distrito de Veľký Krtíš, na região de Banská Bystrica. Tem 13,83 km² de área e sua população em 2018 foi estimada em 617 habitantes.

## Demografia
| Ano:        | 1994 | 2004   | 2014   | 2024    |
| ----------- | ---- | ------ | ------ | ------- |
| Broj ljudi: | 689  | 635    | 633    | 547     |
| Razlika:    |      | -7,83% | -0,31% | -13,58% |

| Ano:               | 2023 | 2024   |
| ------------------ | ---- | ------ |
| Número de pessoas: | 553  | 547    |
| Diferença:         |      | -1,08% |